# 艾琳·乌尔诺斯
艾琳·乌尔诺斯（英語：Aileen Carol Wuornos Nabb；1956年2月29日—2002年10月9日），美國女性連環殺人犯。

## 生平簡介
根據YouTube節目《公路死亡天使（上集及下集）》， 艾琳·烏爾諾斯有一段十分坎坷的童年。她從小由外公外婆撫養，但外公外婆都是酒鬼。外公更多次性侵她，外公的所謂好友也多次性侵艾琳。

## 執行死刑
2002年10月9日於佛羅里達州立監獄執行注射死刑。

## 電影
女魔頭 (Monster) (2003年)

## 外部連結
1. 1 2  . The Clark County Prosecuting Attorney.   [2008-09-26]. （原始内容存档于2008-09-27）.